# Picramnia caracasana
Picramnia caracasana är en tvåhjärtbladig växtart som beskrevs av Adolf Engler. Picramnia caracasana ingår i släktet Picramnia och familjen Picramniaceae. Inga underarter finns listade.